# Vùng đất thấp

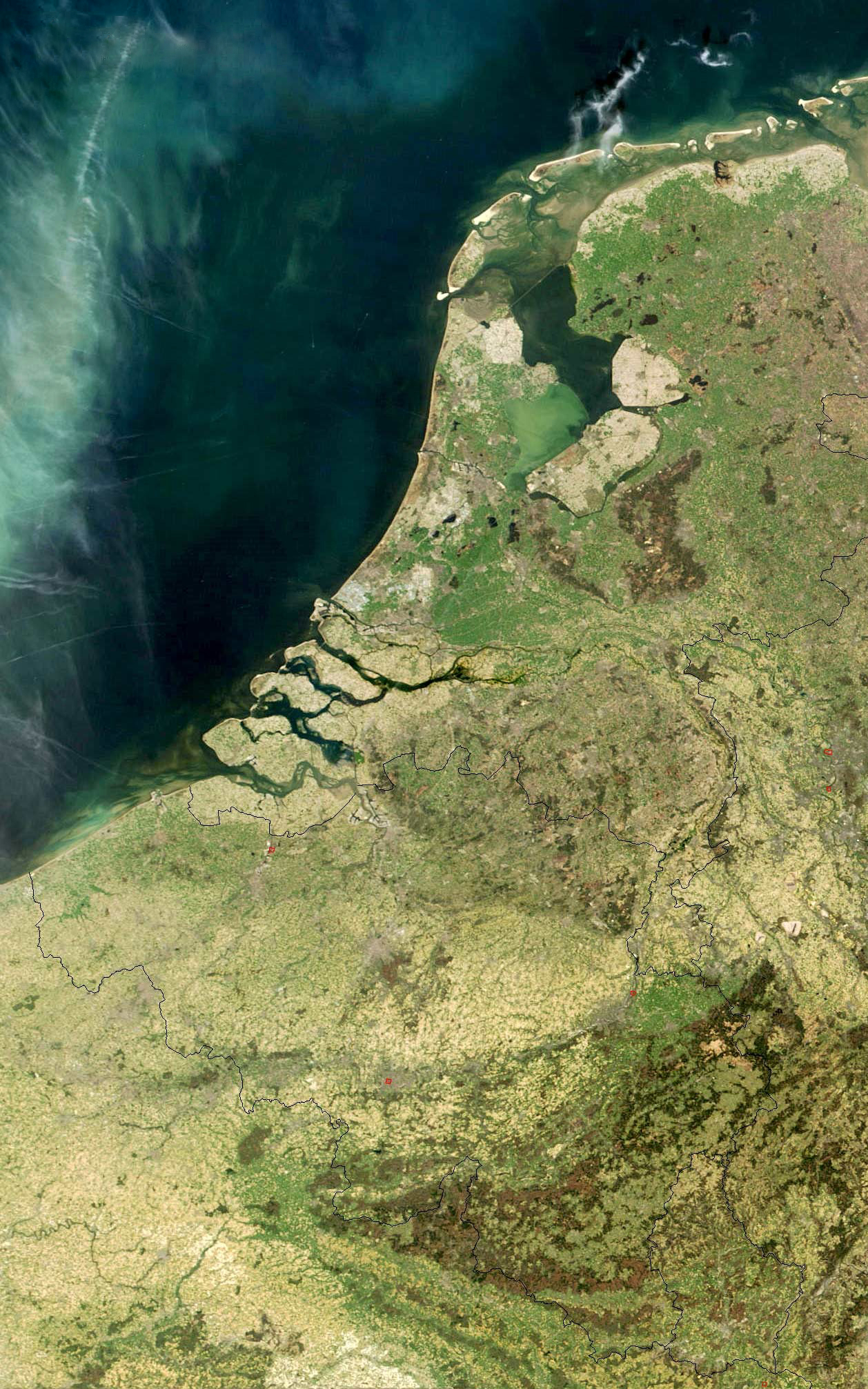
Ảnh vệ tinh của Vùng đất thấp

Vùng đất thấp (tiếng Hà Lan: de Nederlanden, tiếng Đức: die Niederlande, tiếng Anh: the Netherlands, tiếng Tây Frisia: Nederlân, phiên âm tiếng Việt: Nê-đéc-lan, Hán-Việt: Ni Đức Lan) hay các quốc gia vùng đất thấp (tiếng Hà Lan: de Lage Landen, tiếng Pháp: les Pays-Bas, tiếng Anh: Low Countries) là một tên gọi dùng để chỉ các khu vực có chung một nền văn hóa và lịch sử trong vùng đất thấp nằm ở khu vực hạ lưu sông Rhine. Về mặt địa lý và lịch sử, khu vực Vùng đất thấp bao gồm cả các khu vực như Flanders thuộc Pháp (nay nằm trong địa phận vùng Hauts-de-France), Đông Friesland và Kleve thuộc Đức nhưng nay chỉ còn được hiểu là ba quốc gia Benelux (Bỉ, Hà Lan và Luxembourg).
Vào thời Trung cổ, Vùng đất thấp bao gồm nhiều tiểu quốc chư hầu của Đế quốc La Mã Thần thánh trước khi trở thành lãnh địa của các công tước Bourgogne rồi sau đó là Tây Ban Nha của gia tộc Habsburg. Tên gọi Vùng đất thấp bắt nguồn từ tên Pays d'Embas (vùng đất ở dưới này) do Tổng đốc Vùng đất thấp là Vương hậu Mária của Hungary và Bohemia đặt ra để phân biệt với les pays de par delà (vùng đất ở trên kia) dùng để chỉ tới vùng Franche-Comté (tiếp giáp Thuỵ Sĩ) cũng là lãnh địa của vua nhà Habsburg Tây Ban Nha. Theo thời gian, Pays d'Embas trở thành Pays-Bas hay Nederlanden, có nghĩa là "vùng đất thấp".
Tên gọi "Hà Lan" hay "Hòa Lan" trong tiếng Việt vốn chỉ là phiên âm Hán Việt của Holland, một tỉnh phía bắc của Vùng đất thấp. Từ đó, tên gọi bộ phận được dùng cho toàn bộ (pars pro toto) quốc gia hiện đại.